# Annikki Ant-Wuorinen
Annikki Ant-Wuorinen, född 1923, är en finländsk sexualupplysare, sjukvårdsbiträde och författare, baserad i Helsingfors. 1968 gav hon ut boken Kaikki minun rakkauteni ("All min kärlek"), en memoarliknande skrift som blev central för den sexuella frigörelsen och feminismen i Finland. Ant-Wuorinen blev uppmärksammad under 1960-talet, för sin enligt den tidens standard stora antal partner och för att hon förespråkade sex- och samlevnadsundervisning. I synnerhet väckte en intervju med Ant-Wuorinen i tidskriften Hymy, skriven av Veikko Ennala, en av tidskriftens mest kända journalister, uppmärksamhet. I intervjun redogjordes för vad som kallades Ant-Wuorinens "stora sexlust".
1972 gavs hennes självbiografiska skrift Jag är en hona ut på svenska. I verket skildrar Ant-Wuorinen sina båda äktenskap, sina älskare och vad hon kallar sin kamp mot hyckleri och dubbelmoral. Hon konstaterar också att det för en kvinna är lika viktigt att ha samlag varje dag som att äta, dricka och sova, ett uttalande som väckte stor uppmärksamhet i Finland.
Hon är dotter till försäljningscchefen Eero Ant-Wuorinen.